# Ambla (commune)
Pour les articles homonymes, voir Ambla (homonymie).
Ambla (en estonien : Ambla vald) est une commune rurale d’Estonie située au centre du pays, dans le Järvamaa. Sa population s'élève à 1 968 habitants(01.01.2012),.

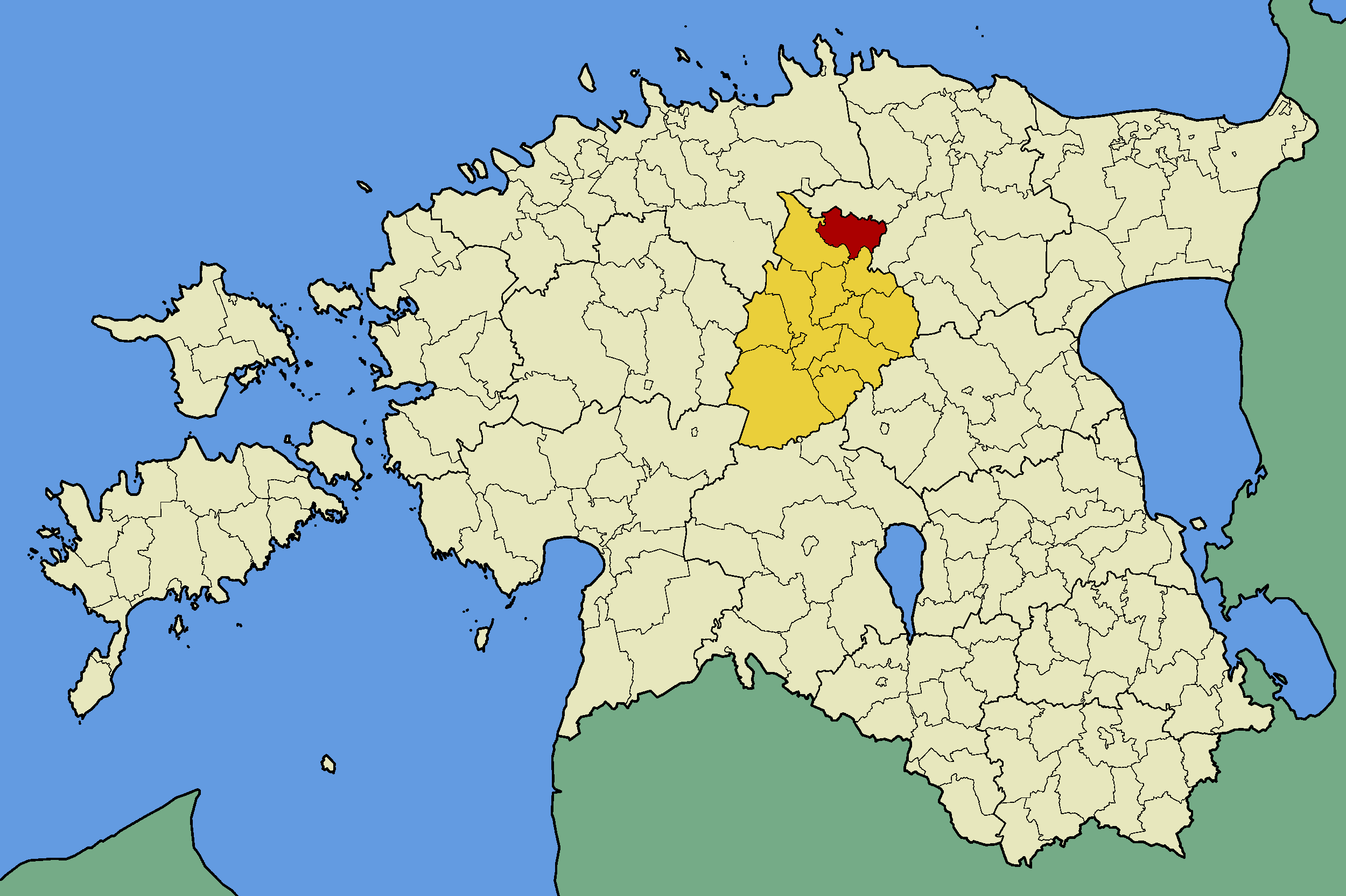
Commune de Ambla (rouge)
dans le Järvamaa (jaune).

## Municipalité
La municipalité s’étend sur une surface de 166 km2. Elle comprend trois bourgs (alevik), ceux d’Ambla (son chef-lieu), Aravete et Käravete, et dix villages (par ordre décroissant de population) : Roosna, Jõgisoo, Kurisoo, Märjandi, Sääsküla, Reinevere, Raka, Kukevere, Mägise et Rava.

## Histoire
C’est vers 1220 que les chevaliers Porte-Glaive christianisent la région et fondent les premières paroisses, dont celle d’Ampla Maria dédiée à la Vierge. Son premier prêtre titulaire y est en nommé en 1253 et l’église actuelle édifiée en 1270.
En 1726, il y avait pour la paroisse d’Ampel 23 domaines agricoles seigneuriaux et 52 villages ou hameaux. Les domaines seigneuriaux ont été nationalisés en octobre 1919 à l’indépendance de l’Estonie, alors que la noblesse terrienne, presque toujours d’origine allemande, est expropriée.